# وانا موستمأ
وانا موستمأ (به لاتین: Vana-Mustamäe) یک منطقهٔ مسکونی در استونی است که در تالین واقع شده‌است.

## خصوصیات
وانا موستمأ ۱٫۷۵ کیلومترمربع مساحت و ۲٬۰۸۵ نفر جمعیت دارد.

## نگارخانه

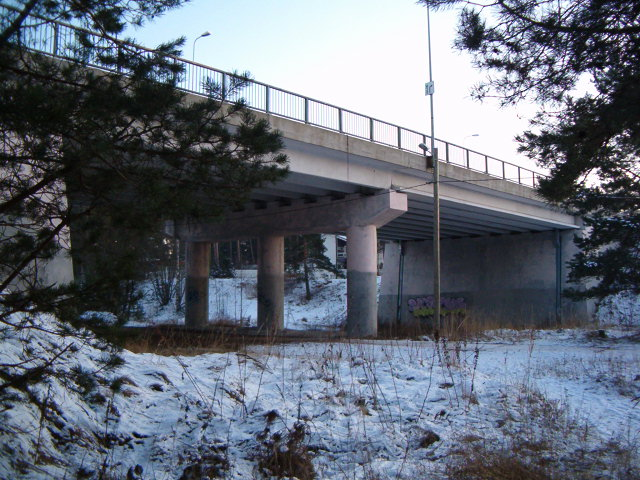
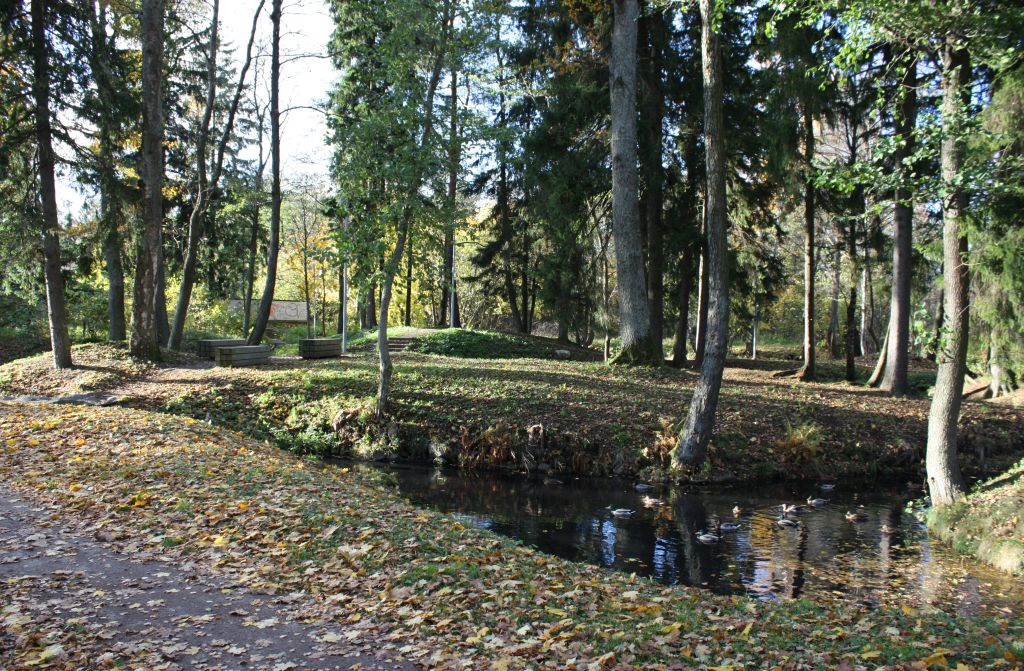